# ONE 〜愛する人のために〜
「ONE 〜愛する人のために〜」（ワン 〜あいするひとのために〜）は、西城秀樹の61枚目のシングル。1988年8月31日にRCAから発売された。

## 解説
- ラジオの民放連の交通安全キャンペーンソングとしてリリースされた。
- 上記の事情から、シングルとしては初めてテレビで歌うことができず、61枚目のシングルにして初めてオリコンのシングルチャートで100位以内に入らなかった[1]。
- 見本盤として関係者に配られたものには「33才」がカップリングとして収録されていた。しかし、リリース時には「Sail again」に差し替えられた。

## 収録曲

### 製品盤
1. ONE 〜愛する人のために〜
作詞：長岡美和／補作詞：山川啓介／作曲・編曲：松下誠
2. Sail Again
作詞：あらい舞／作曲：西城秀樹／編曲：水谷公生

### 見本盤
1. ONE 〜愛する人のために〜
2. 33才
作詞・作曲：J.IGLESIAS／訳詞：なかにし礼／編曲：萩田光雄

## この頃のできごと
- ソウル・オリンピックの前夜祭で「傷だらけのローラ」を歌う。韓国で初めて日本語の歌がオフィシャルに放映され、世界137か国にもその映像が衛星中継された。